# Ittan-Momen

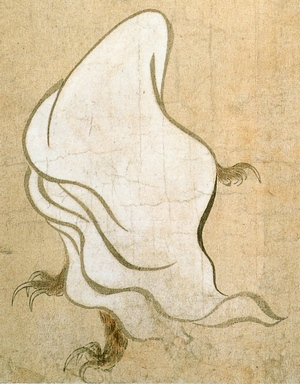
Der Nunō-no-Yōkai, wie er in Mitsonobus Hyakki Yakō Emaki erscheint.

Ittan-Momen (一反木綿; wörtl. „Laken aus Baumwolle“, „Streifen aus Baumwolle“) ist der Name eines fiktiven Wesens des japanischen Volksglaubens. Es ist ein Tsukumogami, der als heimtückisch und böse beschrieben wird.

## Beschreibung
Der Ittan-Momen wird als schmaler Streifen oder als schmales Laken aus feiner, weißer Baumwolle mit einer Länge von 10 m und einer Breite von ca. 30 cm beschrieben. Er erwacht nach 100 Jahren zum Leben, wenn er zu lange ungenutzt liegen gelassen wurde. Er erhebt sich nachts in die Lüfte, schwebt behände umher und hält nach Opfern Ausschau. Er kann sich in Häusern und auch im Freien aufhalten. In Häusern, Tempeln und Palästen tarnt er sich gern als Vorhang oder Gardine, oder er wickelt sich zu einer Stoffrolle auf und versteckt sich zwischen anderen Stoffrollen. Alternativ hängt er sich im Freien scheinheilig an Wäscheleinen auf. Sobald der Ittan-Momen ein Opfer erspäht hat, schwebt er lautlos über sein Opfer, lässt sich fallen und umwickelt es so fest er kann, bis das Opfer zerdrückt und/oder erstickt ist.

## Hintergrund
In der Bilderrolle Hyakki yagyō emaki (百鬼夜行絵巻, dt. „Nächtliche Prozessionen von 100 Geistern in Bildern“) des Authors und Zeichners Tosa Mitsunobu aus dem Jahr 1520 erscheint ein Wesen namens Nunō-no-Yōkai (布の妖怪; wörtl. „Stoff-Yōkai“), das wie ein weißes Bettlaken aus Baumwolle mit pelzigen Armen und Beinen aussieht. Dieser Stoff-Yōkai könnte die Figur des Ittan-Momen inspiriert haben. In späteren Yōkai-Bilderwerken der Edo-Zeit und der Meiji-Zeit erscheinen ebenfalls immer wieder besessene Baumwollstreifen und -laken, doch seltsamerweise bleiben die meisten von ihnen namenlos. Der Name Ittan-Momen taucht erstmals in dem Werk Ōsumi Kimotsukigun Hōgen Shū (大隅肝属郡方言集; „Dialektsammlung der Ōsumi-Inseln“) von Nomura Denshi und Kunio Yanagita aus dem Jahr 1936 auf. In der Präfektur Kagoshima soll das Wesen erschienen sein und mehrere Anwohner getötet haben. Außerdem erzähle man sich in der Präfektur schon lange Gruselgeschichten über besessene Baumwolllaken. Mitte des 20. Jahrhunderts mehrten sich Berichte über Ittan-Momen-Sichtungen auch in den Präfekturen Fukuoka, Shizuoka und Hyōgo. In der Hyōgo-Präfektur will man 2004 sogar einen Ittan-Momen gefilmt haben.